# Леприкон 5: У гету
Леприкон 5: У гету (енгл. Leprechaun 5: In the Hood) је амерички комични хорор филм из 2000. године, режисера Роба Спере, наставак филма Леприкон 4: У свемиру, са Ворвиком Дејвисом, Ајс Тијем, Ентонијем Монтгомеријем и Кулиом у главним улогама. Радња прати злог леприкона у потрази за својом магичном флаутом, коју су украла тројица хулигана. 
Филм је диструбиран непосредно на видео, 28. марта 2000. Добио је негативне критике, али ипак за нијансу боље од претходног дела. Налази се на 8. месту листе 10 најсмешнијих филмова о наркоманима са сајта E! Online.
Три године касније снимљен је нови наставак, под насловом Леприкон 6: Повратак у гето.

## Радња
У гету Лос Анђелеса, двојица пријатеља Мак и Слаг, откривају собу пуну злата, са статуом Леприкона, који носи медаљон око врата. Мак узима златну флауту, а Слаг скида Леприконов медаљон. У том тренутку, он оживљава, напада их и убија Слага. Мак успева да му врати медаљон око врата, што га поново претвара у статуу и одлази са златном флаутом. Двадесет година касније тројица хулигана случајно ослобађају Леприкона, који наставља потрагу за својом флаутом...

## Улоге
| Глумац            | Улога              |
| ----------------- | ------------------ |
| Ворвик Дејвис     | Леприкон           |
| Ајс Ти            | Мак „Деди” О'Насас |
| Ентони Монтгомери | П. Смит            |
| Рашан Нол         | „Стреј Булет”      |
| Ред Грант         | Бач                |
| Ден Мартин        | Џеки Ди            |
| Лобо Себастијан   | Фонтејн Ривера     |
| Ивори Оушен       | велечасни Хансон   |
| Кулио             | самог себе         |
| Барима Макнајт    | „Слаг”             |
| Џек Онг           | Чоу Јунг Пи        |
| Ерик Манскер      | Маков телохранитељ |
| Стивен М. Потер   | Бери Грејди        |
| Деја Веидија      | конобарица 1       |
| Клои Хантер       | конобарица 2       |
| Лори Џоунс        | конобарица 3       |